# Olympische Winterspiele 2002/Teilnehmer (Chinese Taipei)
| Gelbes Symbol für Goldmedaillen mit stilisierten Olympischen Ringen | Graues Symbol für Silbermedaillen mit stilisierten Olympischen Ringen | Braundes Symbol für Bronzemedaillen mit stilisierten Olympischen Ringen |
| ------------------------------------------------------------------- | --------------------------------------------------------------------- | ----------------------------------------------------------------------- |
| —                                                                   | —                                                                     | —                                                                       |

Die Republik China nahm unter dem Namen Chinesisch Taipeh an den Olympischen Winterspielen 2002 im US-amerikanischen Salt Lake City mit einer Delegation von sechs männlichen Athleten in zwei Disziplinen teil. Ein Medaillengewinn gelang keinem der Athleten.
Fahnenträger bei der Eröffnungsfeier war der Rennrodler Lin Chui-bin.

## Teilnehmer nach Sportarten

### Bob
Männer, Vierer
- Chen Chin-san, Chen Chien-li, Lin Ruei-ming, Chen Chien-sheng (TPE-1)
29. Platz (3:17,76 min)

### Rodeln
Männer, Einsitzer
- Li Chia-hsun
48. Platz (3:25,986 min)

- Lin Chui-bin
47. Platz (3:23,716 min)